# Ithomeis aerella
Ithomeis aerella is een vlinder uit de familie van de prachtvlinders (Riodinidae). De wetenschappelijke naam van de soort is voor het eerst geldig gepubliceerd in 1902 door Grose-Smith.